# Invisible Heroes
Ne doit pas être confondu avec Heroes ou Des héros sans nom.
Invisible Heroes est une série télévisée finlandaise et chilienne qui parle de Tapani Brotherus.
Elle a remporté le Prix Spécial du Jury Fiction Européenne en 2019.

## Synopsis
Les fonctionnaires du ministère finlandais des affaires étrangères Tapani Brotherus (Pelle Heikkilä) et Ilkka Jaamala (Ilkka Villi) ont été envoyés au Chili en 1973 pour conclure un accord commercial. Au même moment, cependant, un coup d'État militaire a commencé au Chili. Brotherus et Jaamala et la femme de Brotherus, Lysa Brotherus (Sophia Heikkilä), se battent pour sauver les personnes persécutées par la junte militaire.

## Distribution
- Pelle Heikkilä :  Tapani Brotherus
- Sophia Heikkilä : Lysa Brotherus
- Ilkka Villi  : Ilkka Jaamala
- Aksa Korttila : Seija Sandoval
- Juan Cano : Rodrigo Sandoval
- Mikael Persbrandt : Harald Edelstam
- Sönke Möhring : Andreas Voss
- Cristián Carvajal :  Ismael Huerta
- Gastón Salgado : Oscár
- Néstor Cantillana : Franco Panez
- Valto Savolainen : Tomi
- Sofía Ramíres Ala-Kaila : Tina

- Paola Lattus : Eliana Aguilera
- Ingrid Isensee : Patricia
- Vuokko Hovatta : Leena Jaamala
- Dick Idman :  Alexander Thesleff
- Juha Kukkonen : Lars Sand
- Ville Tiihonen : Sakari Määttänen
- Marcial Tagle : Luis Salinas
- Pertti Sveholm : Osmo Kock
- Carl-Kristian Rundman : Risto Tuomi
- Lauri Nurkse : Kosonen

## Production
La série a été tournée au Chili à l'été 2018.
Le finnois et l'espagnol sont principalement parlés dans la série, mais aussi le suédois, l'allemand et l'anglais. La partie centrale de la musique est la chanson "Manifesto" de Víctor Jara , qui a été abattu lors du coup d'État militaire, qui est entendue lors du générique de clôture interprété par Eva Louhivuori.

## Réception
Invisible Heroes a été très bien accueilli par la critique. Veli-Pekka Leppänen de Helsingin Sanomat pense que la série est "une série dramatique habile et solide en termes de période". Il loue également les performances de Pelle Heikkilä et Ilkka Vill.
Dans le magazine Seura , Pertti Avola écrit que "la série combine parfaitement drame politique et histoire à suspense".  Selon Hannu Björkbacka de Keskipohjanmaa , Invisible Heroes "réussit bien sans les compromis typiques des coproductions" et donne à la série quatre étoiles sur cinq. "Les rues et les ruelles de Santiago du Chili sont une scène exaltante de destins intenses", décrit Björkbacka.